# Comerciário Futebol Clube

O Comerciário Futebol Clube é um clube de futebol brasileiro da cidade de São Luís, no estado do Maranhão. Suas cores são azul, preto e branco.

## Títulos
| Estaduais | Estaduais                                | Estaduais | Estaduais  |
|           | Competição                               | Títulos   | Temporadas |
| --------- | ---------------------------------------- | --------- | ---------- |
|           | Campeonato Maranhense da Segunda Divisão | 1         | 2004       |

### Categorias de base
- Campeonato Maranhense de Juniores (Sub-20): 2006.

## Desempenho em Competiçoes

### Campeonato Maranhense - 1ª divisão
| Ano  | Posição                    |
| 2005 | 7º (Vice-Lanterna)         |
| 2006 | 8º                         |
| 2007 | 10º (Lanterna e Rebaixado) |

### Campeonato Maranhense - 2ª divisão
| Ano  | Posição               |
| 2004 | (Campeão e Promovido) |
| 2008 | 5º (Lanterna)         |

### Taça Cidade de São Luís
| Ano  | Posição       |
| 2006 | 8º (Lanterna) |
| 2007 | 6º            |

### Torneio da Integração
| Ano  | Posição |
| 2005 | 4º      |